# 美国的节育运动
美国的节育运动是始于1914年的社会改革运动，通过對大眾的教育和避孕合法化，希望在美国普及避孕措施。1914年，由埃玛·戈尔德曼，瑪麗·丹內特和玛格丽特·桑格领导的纽约市激进派团体开始关注分娩与自主引产堕胎方式對低收入妇女造成的困境。由于当时避孕认为是淫秽的，活动家们将矛头指向了康斯托克法案（其中禁止用邮件分发“粗俗、猥亵和/或淫秽的”材料）。为引出有益於立法的决策，桑格刻意传播讨论避孕的簡報《叛逆妇女》（The Woman Rebel），因此触犯法律。桑格在1916年开设了美国第一家节育診所，但该诊所即刻被警察关闭，桑格也被判入狱30天。
第一次世界大战期间，许多美国军人被诊断出患有性病，该运动就此迎来了它的主要转折点。政府的应对措施中包含了一场反性病运动，该运动将性交和避孕列为公共卫生和科学研究的合法话题。这是美国政府机构第一次就有關性的问题进行持续的公开讨论。最终，避孕从道德问题转变为公共卫生问题。
随着大众对避孕态度的转变，桑格受到鼓舞，在1923年开设了第二家节育诊所，这次没有遭到逮捕或面临争议。在整个1920年代，有关避孕的公开讨论变得越来越普遍，“节育”在美國国内已成为普通的名词。避孕手段的广泛普及，标志着始于维多利亚时代的严苛性倫理向更加性宽容的社会过渡。
1930年代在立法上的胜利继续削弱了反避孕的法案。法庭上的胜利促使美国医学会于1937年将避孕作为医学院课程的核心组成部分，但医学界并未迅速負起这個新的职责，妇女仍需依赖來自不可靠来源，危险无效的避孕建议。美国计划生育联合会在1942年成立，在全国范围内系统地建立了节育诊所。第二次世界大战后，节育完全为医学界所接受，剩余的反节育法也不再被执行，这场运动终于缓缓落下帷幕。

## 十九世纪的节育

### 节育的实施
早在1914年的合法化运动开始之前，节育的实施在美国就不鲜见。长期被使用的方法包括安全期性行为、体外射精、避孕隔膜、避孕海绵、避孕套、泌乳停經法和殺精劑。在整个19世纪中，避孕方式使用率都在增加，导致1800至1900年间美国——特别是在城市地区——生育率下降了50％。有关19世纪美国女性避孕习惯的唯一已知调查由克莱莉亚·莫舍在1892年至1912年间进行。这项调查是以一小部分上层社会妇女作为样本进行的，结果表明，大多数妇女都有进行避孕（主要是灌洗阴道，但也有利用体外射精、安全期性爱、避孕套和子宫托的行为），并且她们认为性愛是愉悅的事，并不需要以生育为动机。

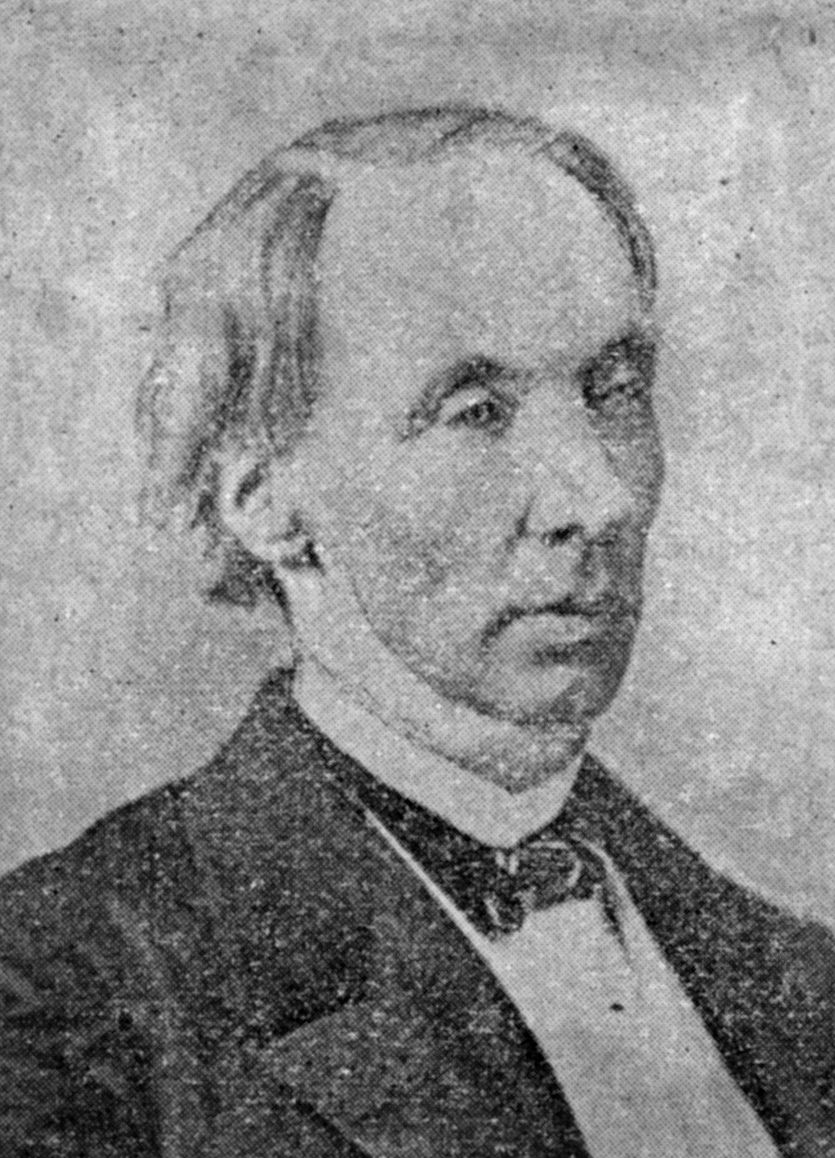
罗伯特·戴尔·欧文（ Robert Dale Owen）创作并出版了美国第一本以节育为主题的书。

尽管避孕行为在中产阶级和上流社会中相对普遍，但很少有人在公共场合谈及。美国出版的第一本大胆讨论避孕的书籍是《道德生理学，或人口问题简论》（Moral Physiology; or, A Brief and Plain Treatise on the Population Question），由罗伯特·戴尔·欧文于1831年出版 。该书称计划生育是值得称赞的行为，同时，无关繁衍的性满足也并非是不道德的。 。欧文建议使用体外射精避孕法，但他也讨论了避孕海绵和避孕套这些选项 。紧随其后的是1832年查尔斯·诺尔顿撰写的《哲学之果：年轻夫妻的私密伴侣》（Fruits of Philosophy: The Private Companion of Young Married People），其中推荐了灌洗阴道法。诺尔顿在马萨诸塞州被以淫秽起诉，后在监狱服刑三个月。
总的来说，欧洲比美国更早接纳节育措施。诺尔顿的书于1877年由查爾斯·布拉德勞和安妮·贝赞特在英国重印，其意图是要挑戰英国的淫秽法。他们虽然被捕（后来无罪释放），但审判的公开促成了1877年马尔萨斯联盟的形成，马尔萨斯联盟是世界上第一个节育倡导组织，意在尝试限制人口增长，以避免托马斯·马尔萨斯的耸人预言（人口的指数增长将造成世界范围的贫困与饥荒）成真。到1930年，除了爱尔兰，西班牙和法国这些天主教国家以外，几乎所有欧洲国家内都成立了类似的组织，节育也开始为西欧国家所接纳。随着节育协会在欧洲发展，节育诊所也因而兴起。荷兰第一位女医师阿萊塔·雅各斯经营的节育诊所于1882年在荷兰成立，這也是世界上第一家节育诊所。英国的第一家节育诊所由瑪麗·斯特普于1921年在伦敦成立。

### 反避孕法的制定

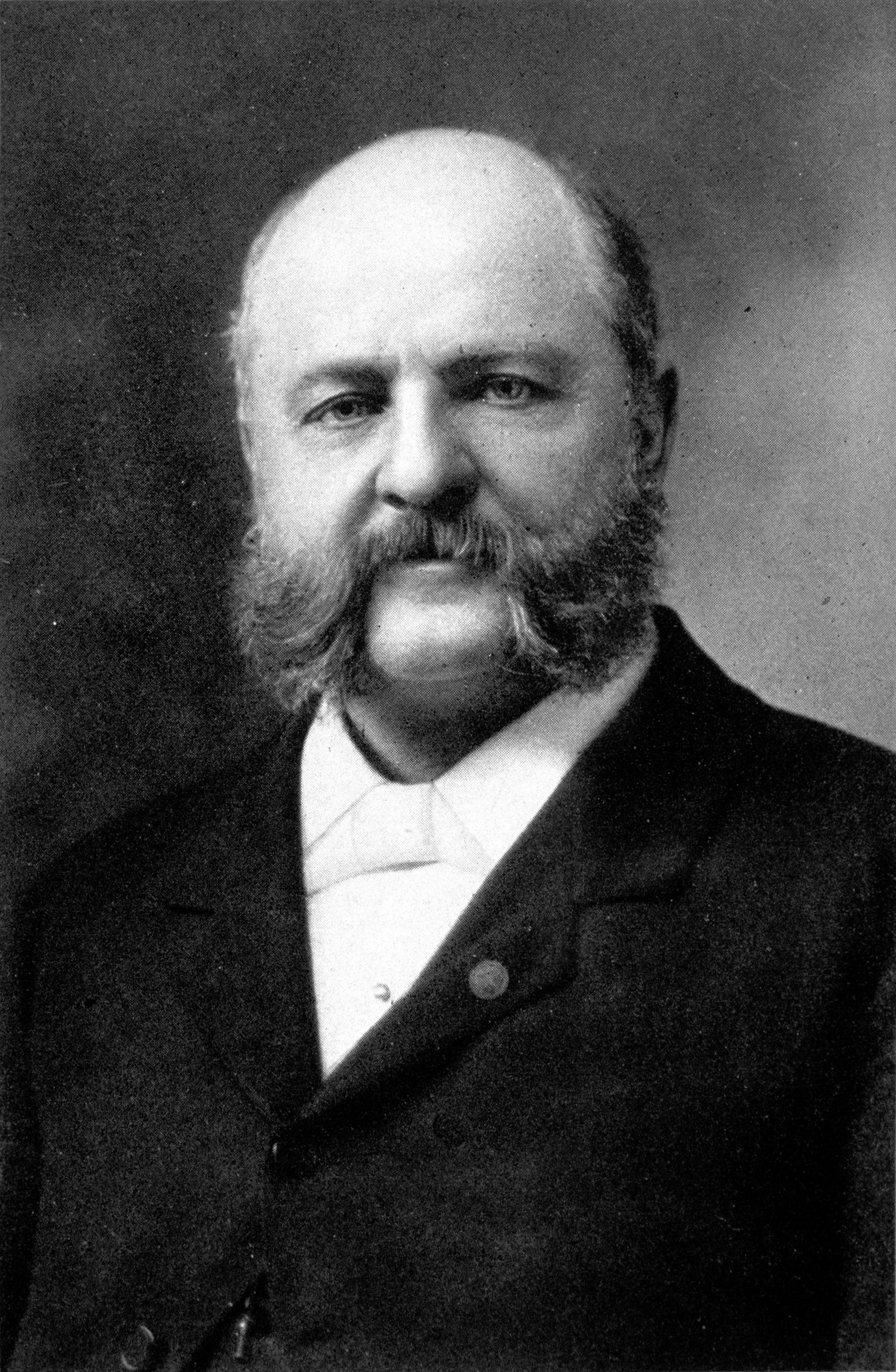
安东尼·康斯托克美国许多反避孕法的责任者

几乎整个19世纪期间，避孕在美国都是合法的，但是在1870年代，纯净社会运动发展壮大，其意图全面取缔罪恶的行为，尤其是性交易和淫秽举动。维多利亚时代社会运动主要由新教的道德重建者和中产阶级妇女组成的，此社會運動亦攻击了节育措施，视其为助长性交易与性病的不道德行为。安东尼·康斯托克——一名邮政检查员，亦是纯净社会运动的领导者——通过游说成功地在1873年使康斯托克法通过，这是禁止邮寄「任何意在避孕或流产的文字或物品」以及其它任何形式节育信息的联邦法律。许多州还通过了类似的州法（统称为康斯托克法），其中部分将联邦法律的范围扩大为禁止「使用」和分发避孕药具。康斯托克为他与数千起逮捕行动及数百吨被销书籍和小册子的直接责任感到自豪。
康斯托克和他的盟友们还盯上了发起促进性自由、妇女平等和废除婚姻的自由恋爱运动的自由主义者和理想主义者。自由恋爱的倡导者们是19世纪唯一积极反对康斯托克法的团体，他们为节育运动奠定了基础。
自由恋爱运动的努力并没有成功，在20世纪初，联邦及州政府开始更严格地执行康斯托克法 。为了因应康斯托克法，避孕措施在地下流通，并未就此消失。有关该话题的出版物减少，而广告（如果被发现的话）则使用了诸如「婚姻辅助工具」或「卫生设备」之类的委婉说法。药店继续将避孕套作为「橡胶产品」、宫颈帽作为「子宫支撑器」销售。

## 开端（1914-1916）

### 言论自由运动

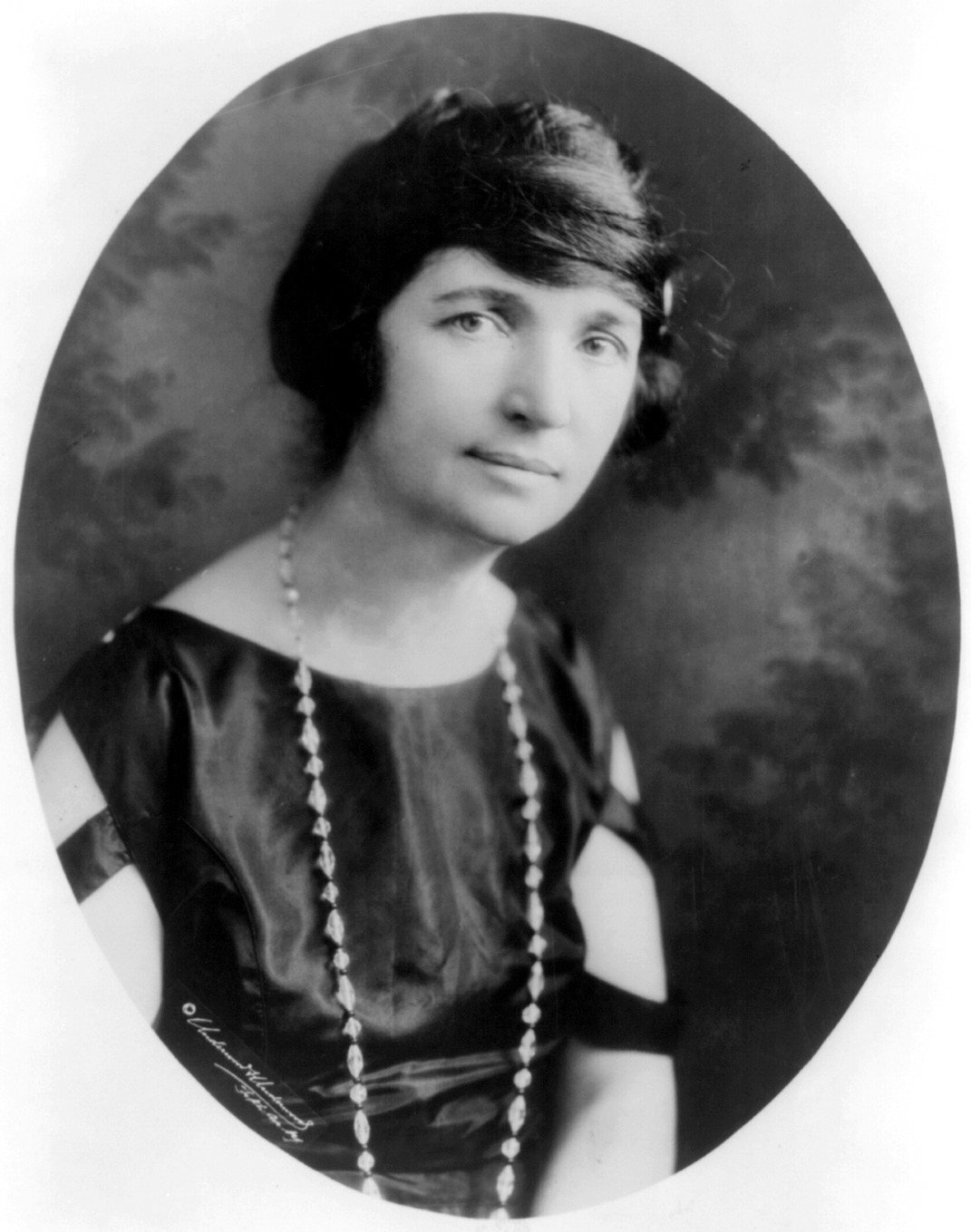
玛格丽特·桑格是节育运动的领导人之一。

在進入20世紀時，以格林尼治村为中心，兴起了充满活力的运动，试图推翻言論自由禁令。此活動受到有激进主义者、女权主义者、无政府主义者和无神论者（像是以斯拉·海伍德、摩西·哈曼、DM贝内特和艾玛·戈尔德曼等人）的支持，这些活动者们持续地与反淫秽法律作斗争，后政府试图镇压对参与一战的批评言论时，活动者们也坚持发声。在1914年之前，言论自由运动集中在政治方面，很少涉及避孕。
1912年時，一名名叫玛格丽特·桑格的护士加入了戈尔德曼的激进分子、社会主义者和波西米亚人圈子內，桑格的母親在22年内怀孕18次，最终死于结核和宫颈癌，享年50岁。1913年，桑格在纽约下东区工作，期间经常与苦于频繁分娩和自主引产的贫穷妇女一起工作。在一起无比令人悲痛的医疗案件后，桑格写道：「我把护理袋扔在角落里，宣布 ……在我让美国的劳动妇女们可能掌握避孕知识前，我不会再拿起它。」桑格访问了公共图书馆，搜索有关避孕的信息，一无所获。工人阶级妇女无法获得避孕药具，可以接触到私人医生的上层女性却无需忧心，桑格为此感到愤怒 。

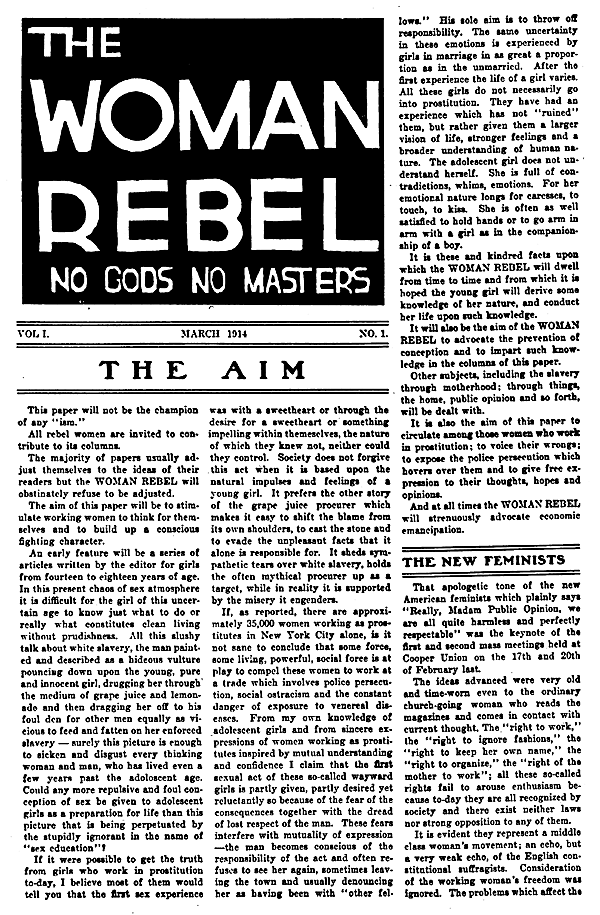
1914年3月，《叛逆妇女》创刊号

在戈尔德曼和自由言论联盟的影响下，桑格决心要挑战禁止传播避孕信息的康斯托克法。为此，她于1914年发行了八页长的月刊《叛逆妇女》（Woman Rebel），以“无神明，无主宰”（No Gods, No Master）的口号宣传避孕， 并宣称每个女人都应该是“自己身体的绝对掌控者” 。桑格创造了“节育（birth control）”一词，该词最早出现在《叛逆妇女》的书页上，以坦率的表达替代“家庭限制”（amily limitation）等委婉用语 。
桑格于1914年8月被起诉，达成了她挑战法律的目的，但检察官对于桑格文章的分析更集中在谋杀与婚姻的话题上，而非避孕。由於擔心可能會被直接扭送监狱，无法当庭辩争生育控制，她逃往英格兰躲避逮捕。
桑格逃往欧洲期间，她的丈夫接手了她的事业，后因向美國郵政檢查局的便衣邮政检查员分发了节育手册后被捕。这次被捕且遭拘留三十天的经历，促使包括《哈帕周刊》和《纽约论坛报》在内的许多主流出版物发表了有关节育之争的文章。艾玛·戈德曼和班·雷特曼于国内游说，表达对桑格的支持并分发桑格的《家庭限制》小册 。桑格流亡及其丈夫被捕一事，将节育运动推向了美国新闻的最前线。

### 早期节育组织
1915年春，由瑪麗·丹內特领导的桑格支持者们成立了国家节育联盟（NBCL），这也是美国第一个节育组织。1915年期间，旧金山、波特兰、俄勒冈州、西雅图和洛杉矶都成立了较小的区域性组织。
桑格于1915年10月返回美国。以她曾于阿姆斯特丹造访过的世界第一家节育诊所为模板，桑格计划也开设一个这样的诊所。此前，她要先对她的未决指控进行抗辩。著名律师克拉伦斯·丹诺提出无偿为桑格辩护，但迫于公众压力，政府在1916年初撤离了这些指控。不再受牢狱之灾的威胁，桑格开始了一次成功的国内演讲旅程，这使她迅速成为美国节育运动的领导者。威廉·J·鲁宾逊和玛丽·丹内特等其他主要人物选择退居幕后，或是将精力放在其它事业上。1916后半年，桑格前往波士顿，向马萨诸塞州的节育联盟和被拘留的节育运动行动者凡·克莱克·艾里森施以援手。

### 第一间节育诊所

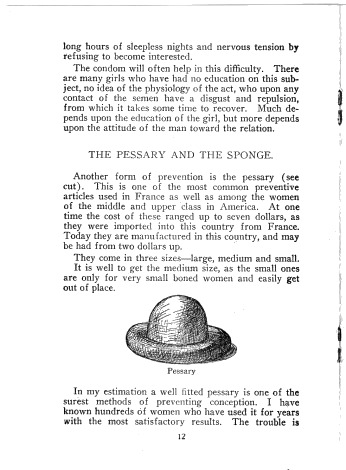
本页描绘讲解了宫颈帽，出自1914年的节育手册《家庭限制》。

在她1916年的演讲旅程中，桑格提倡基于她1914欧洲之旅所观察到的荷兰式模板建立节育诊所。然而，她虽成功启发了许多当地社区创建节育联盟，却并未带动更多诊所的建立。因此，桑格决心在纽约建立一个节育诊所，向妇女提供免费的避孕服务。纽约州法律禁止分发避孕药具，甚至禁止传播避孕相关的信息，但桑格想到可以利用法律中的一项允许医生开具避孕药具以预防疾病的条款。 1916年10月16日，她与法尼亚·明德尔和埃塞尔·伯恩合作，于布鲁克林开设了布朗斯维尔诊所。该诊所迅速大获成功，第一天就有100多名妇女来访。开张几天后，一名便衣女警在诊所购买了一个宫颈帽，桑格被捕。拒绝离开的桑格及其同事被警察拖出诊所。该诊所被关闭，且直至1923年美国才开设了新的节育诊所。
桑格的审判始于1917年1月，她得到了众多富有且具影响力的妇女的支持，她们一起组成了百人委员会，专门为桑格和NBCL筹集资金。该委员会还开始出版月刊《论节育》，并与有力的政客、积极分子及新闻人物建立了关系网。尽管得到了大力支持，桑格仍被判有罪。法官提出，若她保证不再触犯法律，量刑将会宽大处理，但桑格回应道：“我对眼下这般的法律无从心生敬意。” 她被判入狱30天。
同样是为了抗议她被拘捕一事，伯恩在布莱克韦尔岛监狱被判处30天监禁，期间绝食抗议。没有迹象表明她会短时间内停止抗议，伯恩被狱警强行喂食。尽管身体虚弱又受病痛折磨，伯恩仍拒绝以无法确保早日释放为代价结束她的绝食抗议。然而，桑格代表她的妹妹接受了讨价还价的交易，并同意如果伯恩结束节育活动的事业，就能提早被监狱释放。为此震惊的伯恩与其姊的关系迅速疏远，同时强硬地自愿退出了节育运动。伯恩抗议事件中的戏剧性让节育运动成为头条新闻，也让该组织的宗旨在全国各地传播开去。
其他激进主义者此时也在推动进步。艾玛·戈德曼在1916年因散发节育信息而被捕， 同时，亚伯拉罕·雅各比对说服纽约医学界推动法律变更，以允许医生分发避孕药具信息的尝试也未能获得成功。

## 主流接受度（1917–1923）

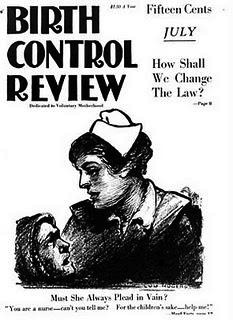
《论节育》出版于1917年至1940年间的月刊。

桑格审判及伯恩绝食抗议事件的公开性点燃了公众对这一话题的热情，到1917年底，美国已经成立了30多个节育组织。桑格在舆论关系上一直是敏锐的，她抓住审判的公开性来推动自己的事业。经此一役，她脱颖而出成为这场运动中曝光度最高的领导人。包括威廉·J·鲁宾逊、玛丽·丹内特和布兰奇·艾姆斯·艾姆斯在内的其他领导人的气质、魅力及信仰都无法与桑格相提并论。
该运动正在从基于工人阶级的激进运动演变为由上流社会妇女及自由主义专业人士支持的运动。桑格等动议者开始淡化激进言论，转而强调节育背后的社会经济利益，这一政策使美国主流的接受度增加。媒体报道增加，几部1910年代制作的 无声电影也以节育为主题（包括桑格亲自制作并主演的《节育》）。
节育的反对声依然强烈：各州立法机关拒绝使避孕药具或是分发避孕相关信息合法化； 宗教领袖大声疾呼，攻击选择“轻松时尚”而非母性的妇女； 优生主义者则担心节育会加剧“旧血统”美国白人与“有色人种”及移民之间的出生率差异。
桑格于1918年成立了纽约女性出版公司（NYWPC），并在其主持下成为《论节育》的出版商。英国妇女选举权活动家基蒂·马里昂站在纽约街角，在死亡威胁、哄闹、唾骂、肢体暴力及警方骚扰之下以每本20美分的价格出售《论节育》。在接下来的十年里，马里昂因倡导节育而九次被捕。

### 法律上的胜利
桑格上诉了她于1917年被定罪的案件，并在1918年于纽约上诉法院通过弗雷德里克·E·克兰所书的一致通过裁决赢得了多方面的胜利。法院仍赞同她先前的定罪，但表明，在医生开具处方的前提下，法院是愿意许可避孕行为的。该决定仅适用于纽约州，该州就此为将在医师监督下建立的节育诊所敞开了大门。桑格本人并没有当机立断地抓住这个机会，而是错误地期望医学专家们来开拓这条道路，相对的，她专注于写作与进行讲座。

### 第一次世界大战与避孕套
第一次世界大战期间，由于众多士兵被诊断患有梅毒或淋病，使美国军方陷入危情之中，节育运动得到了意外的推进。军队进行了广泛的教育运动，着重于提倡节欲，但也提供了一些避孕方面的指导。在纯净主义倡导者的压力下，军队没有分发甚至没有公开认可使用安全套，这使美国成为第一次世界大战中唯一不向其部队提供安全套的军事力量。美国士兵在欧时得以轻松地获得橡胶安全套，而当他们回美时，他们也将安全套作为首选的节育方式。
军方的反性病运动标志着该运动的重要转折点之一——政府机构第一次就性问题进行持续的公开讨论。政府的公开发言将性从秘而不宣的话题变成了合法的科研话题，并将避孕从道德问题转变为公共卫生问题。
1917年，运动倡导者艾玛·戈德曼因抗议第一次世界大战及美军征兵而被捕。戈德曼的美国国籍与在美居住权最终成为了她为在社会主义、无政府主义、节育、劳工及工会权利和自由恋爱等话题上的言论自由的热情奉献的代价。由于她致力于社会主义者福利及反资本主义，她被与共产主义联系在一起，最终导致她在第一次红色恐怖中被驱逐出国。第一次世界大战带来了美国在公共卫生方面接纳节育的突破，但其反共政治宣传最终牺牲了节育运动中最为鞠躬尽瘁的成员之一。

### 立法上的努力
玛丽•丹内特不仅是重要的节育活动家与领导者，也广泛为各种组织发出倡议。以马萨诸塞州妇女选举权协会州级最高领导人作为起点，她一路向前，在国家妇女选举权协会（NAWSA）赢得了通信秘书一席。丹内特领导文学部，负责分发小册子和传单等工作。在对NAWSA的组织结构感到幻灭之后，丹内特如上所述，协助成立了国家节育联盟（NBCL）。NBCL坚决反对强硬的游行抗议战略，并集中在州级及联邦级的立法改变上。第一次世界大战期间，玛丽·丹内特致力于和平运动，但1918年她又将重心放回节育运动上。她继续领导NBCL，并与桑格的NYWPC合作。1919年，丹内特发行了被广泛传播的教育小册子——《生活中的性》，其中将性视为一种自然而愉快的行为。然而，同年，因NBCL长期缺乏资金而心力交瘁的丹内特离开了组织，成立了自愿生育联盟（VPL）。丹内特和桑格都提出了使节育合法化的立法改革，但她们的方式却是不同的：桑格支持仅在医师监督下进行的避孕行为，丹内特则致力于使避孕药具的获得不被限制。桑格是避孕隔膜的支持者，她担心不在避孕药具上加以限制会让市面上出现并不适配的隔膜，也会使庸医横行。丹内特则担心要求女性得到医师处方会使贫苦妇女无法避孕，她也注意到了缺乏足够得到节育方面训练的医师的可能性。两项立法举措均告失败，部分原因是一些立法者认为，对怀孕的恐惧是保持女性贞洁的唯一原因。在1920年代初期，因为桑格经常进行公开演讲，并采取措施将丹内特排除在会议与活动外。

### 美国节育联盟

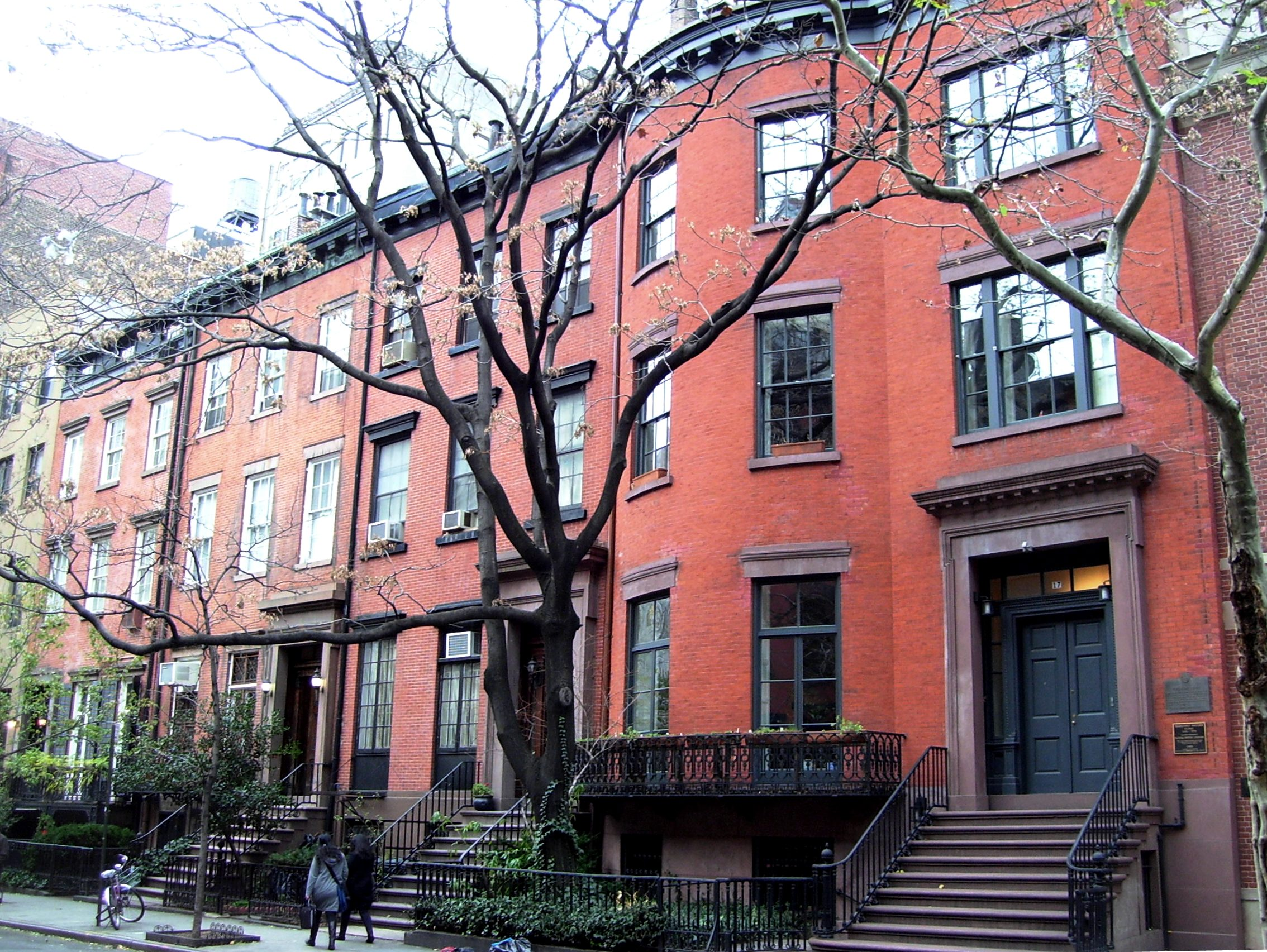
纽约的这座大楼于1930至1973年间被作为临床研究局投入使用。

尽管桑格在1919年至1920年间忙于出版《论节育》，但这期间她并未正式加入任何主要的节育组织（NBCL或VPL）。1921年，她开始认为加入一个正式机构对赢得专业协会及科学界的支持是十分必要的。比起加入现存组织，她倾向于创立一个新组织。首先，她于1921年11月在纽约组织了第一次美国节育会议。在会议的最后一晚，当桑格准备在拥挤的纽约大会堂发表演说时，警察突袭了会议，并以引起混乱的名头逮捕了她。她在台上大喊：“根据《宪法》，我们有权举行这次集会...他们若是想以棍棒击打我们，就由他们去吧。” 她很快被释放。 次日表明，纽约大主教帕特里克·约瑟夫·海斯曾向警方施压，要求中止会议。市政厅突袭是该运动的转折点：政府和医疗界的反对声逐渐减弱，天主教教会成为其最大的反对者。会议结束后，桑格和她的支持者成立了美国节育联盟（ABCL）。

### 第二间节育诊所
上诉纽约法院，使医生被准许开出避孕药具处方的四年后，桑格开设了第二家节育诊所，她与医师们一起在法院的裁定下使其合法化（先前的第一间节育诊所雇用的是护士）。这第二间诊所，临床研究局（CRB），于1923年1月2日开业。为了避免警察骚扰，该诊所的存在并未对外公布，并称其主要任务是进行科学研究，仅向已婚妇女提供服务。该诊所的存在最终于1923年12月被公开宣布，但是这次没有遭受任何逮捕或争议。这使节育运动积极分子们相信，经过十年的奋斗，节育终于在美国被广泛接受。 CRB是美国第一家合法的节育诊所，它也迅速成长为全球领先的避孕研究中心。

## 进展与挫折（1920-1940）

### 扩散的接受度

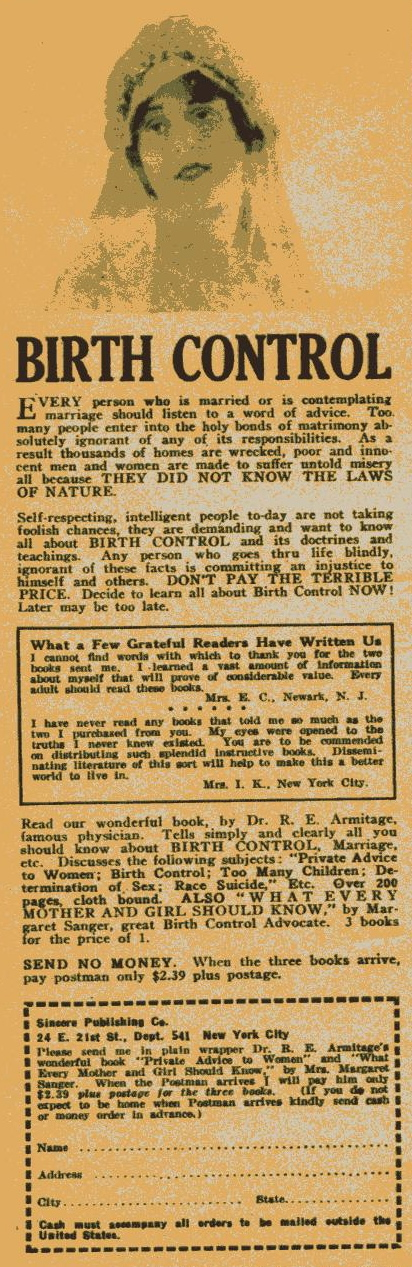
1926年的广告

自1923年CRB成功开设之后，有关避孕的公开讨论变得越来越普遍，“节育”在国内已成为一个普通的名词。1920年代里数百则书报杂志中有关节育的摘要里，超过二分之三的部分都是正面的。避孕手段的可用性标志了维多利亚时代更严格的道德标尺的终结引领了更为性宽容的社会的到来。为新的性常规做铺垫的还有机动车辆带来的移动性、名声重要性减弱的城市生活方式以及战后狂热。于1925年调查了印第安纳州蒙夕地区妇女的社会学家们发现，全部上层阶级妇女以及超过百分之八十的工人阶级妇女都支持节育。1920至1930年间，美国的出生率降低了二十个百分点，最大的原因是上升的避孕措施使用率。

### 反对声
尽管诊所在二十年代后期更为普遍，该运动仍面临着几大难题：医学界依然有大部分人抗拒节育；节育倡导者被无线电产业加入黑名单；虽然普遍不被执行，但州及联邦法律依然将避孕纳为违法范畴。
天主教会是节育的最大反声来源，二十年代，它使反对声流动地出现在多处公共场所。1924年，天主教徒们说服了锡拉丘兹市政会禁止桑格发表演说；全国天主教福利会游说反对避孕；哥伦布骑士会抵制主办节育活动的酒店；奥尔巴尼的天主教徒警长制止桑格在该地区进行演说；波士顿的天主教徒市长詹姆斯·柯里禁止桑格进行公开讲话；几所新闻短片公司屈服于天主教徒的施压，拒绝播放有关节育的故事。ABCL转而通过邀请媒体报道，引起大众的同情来利用了部分抵制演说活动。然而，在立法的战场上，天主教的游说却尤为成功，他们对于避孕是不自然的、有害的、不体面的的说法阻止了几项新措施，其中就包括1924年玛丽·丹内特推翻联邦反避孕法的尝试。
二十年代期间，许多节育诊所在美国开设，但一切并非一帆风顺。1929年，纽约警察突袭了一家诊所，并以不为防止疾病传播为目的分发避孕信息为由逮捕了两名医生、三名护士。法官判定通过避孕手段将生产时间间隔更远有益于母亲的健康，使ABCL在本案中取得了重大的胜利。这场有许多重要医师作为辩护目击证人的审判也促使医师与节育倡导人团结起来。

### 优生学与种族

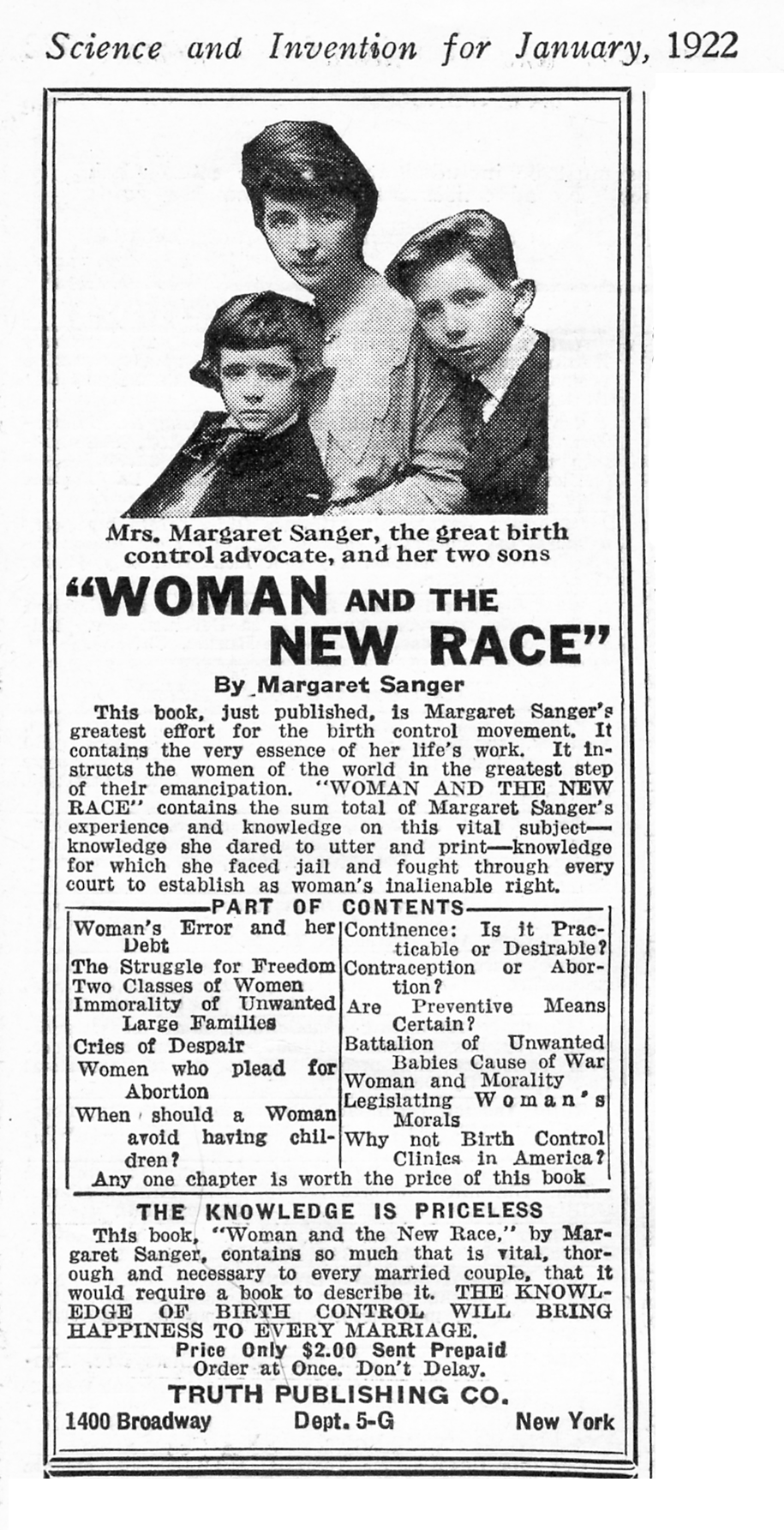
桑格于1920年写作的支持优生学的书籍。

在节育运动到来前，优生学就已在欧美盛行，该话题也在文章、电影及讲座课堂中被广泛讨论。优生学支持者对节育的感受是复杂的：他们忧虑这将加剧“高等”种族与“劣等”种族的出生率差，但他们也认识到它作为“种族优化”工具的价值所在。优生学以过高的出生率会带来贫穷、犯罪与疾病作为论点支持节育运动。桑格与二十年代早期出版了两本支持优生学的书：《女性与新种族》和《文明的枢纽》桑格和其他倡导者们支持“负优生学”（阻止“劣等”人繁衍），但并不推崇安乐死或正优生学（鼓励“高登”人繁衍）。然而，许多优生学支持者拒绝支持节育运动，因为桑格坚持女性的基本责任在于其本身，而非国家。
和众多1930年代的美国白人一样，部分节育运动领导者认为肤色更淡的种族优于肤色更深的种族。他们先入为主地认为非裔美国人在智力上是落后的，相对来说不能很好地在健康方面照顾自己，需要来自白人的特殊监管。该运动中，压倒性的白人领导地位以及医护人员数量带来了黑人对其种族歧视的抨击，也带来了对“种族自杀”将会成为大范围使用避孕药具的结果的怀疑。这些怀疑的声音被部分白人节育倡导者误认为是对避孕缺乏兴趣。

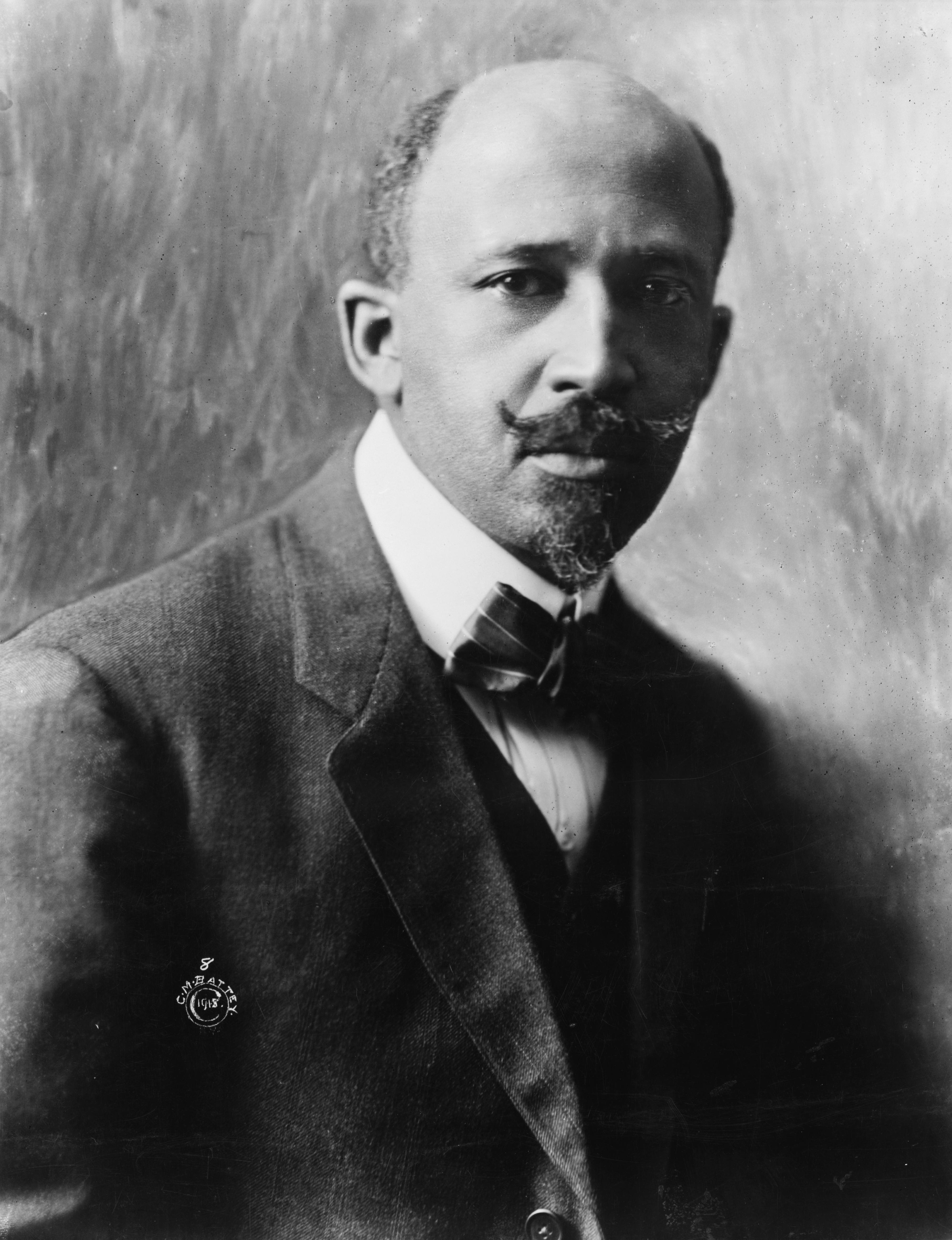
W·E·B·杜波依斯，曾作为哈莱姆节育诊所理事会的一员工作。

上述诸多质疑声之下，许多非裔美国人领袖依然支持对向非裔美国人社区提供节育服务的努力。1929年，詹姆斯·H·哈伯特，一名黑人社工、纽约城市联盟的领导者，向桑格提出于哈莱姆开设一家诊所。桑格确认了来自朱利叶斯·罗森瓦尔德基金的资金后，于1930年开设了雇用黑人医师的诊所。该诊所由包括非裔美籍的医师、护士、神职人员、记者及社工在内的十五人组成的指导委员会领导。它在非裔媒体及教堂中公开化，并得到了W·E·B·杜波依斯——美国全国有色人种协进会（NAACP）的联合创立人——的认可。在四十年代初期，美国计划生育联合会（BCFA）发起了一项由黑人服务分部（DNS）管理的名叫黑人企划的活动。类似于哈莱姆诊所，DNS及其企划的基本目标是改善母婴健康。基于她在哈莱姆诊所的工作经验，桑格向DNS提出非裔美国人更倾向于接受来自同一种族的医生的建议，但其他领导者们占据了上风，并坚持在外展服务方面雇用白人。1920至1930年间，运动领袖们歧视性的言行导致认为该运动种族歧视的指控不断出现。

### 可得性的扩大

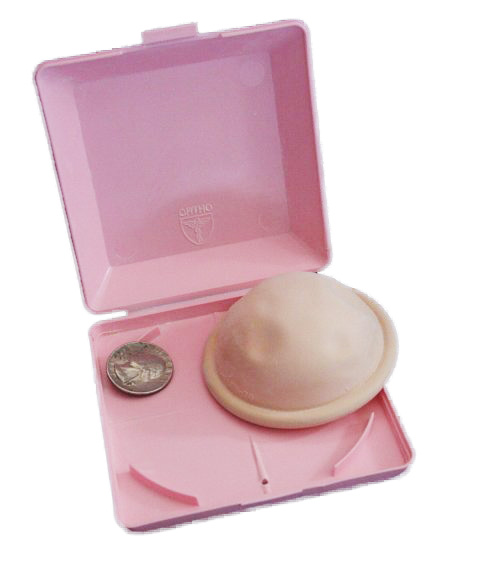
避孕隔膜是在避孕药被最为普遍被使用的女性避孕药具（现代样本，尺寸由硬币对比展示）

三十年代两项重要的法律决定增加了避孕药具的可得性。1930年，两间安全套制造商在青年保险套案件中互相起诉，法官判定生产避孕药具是合法的生意。他进一步宣称，联邦法律禁止邮寄安全套在法律上并不合理。桑格于1932年为引起法庭内的决定性辩战而向日本购入了避孕隔膜，促成了第二项法律上的突破。避孕隔膜被美国政府没收，而桑格此时对法律的挑战带来了1936年法官奥古斯都·汉德于一份包裹案中做出的裁决。他的决定颠覆了反避孕法中禁止医师获得避孕药具的重要规定。这次法庭上的胜利驱使美国医学会最终于1937年将避孕纳为常规医疗服务及医学院课程的核心组成部分。然而，医学界对这份新责任的接受是缓慢的，直到六十年代，女性依然依赖来自不可靠来源的不安全且无效的避孕建议。
截至1938年，超过400家避孕药具生产商商业化，六百多种女性避孕药具品牌可供选择，工厂年收入超过2.5亿美元。避孕套通过自動販賣機在部分公共卫生间贩售，男性在安全套上的花费是剃须的两倍。尽管避孕套在三十年代变得普遍起来，运动中的女权主义者认为节育应当是女性的特权。他们继续推动可以在女性的掌控下被使用的避孕药具的发展，这项运动最终在几十年后带来了避孕药。为增加高质量避孕药具的可得性，节育倡导人们成立了霍兰德-兰托斯公司来制造避孕药具，其产品基本是桑格推崇的避孕隔膜。截至三十年代，避孕隔膜和杀精剂已经成为最常被开具处方的避孕药具。在1938年，女性避孕药具占全年避孕药具销售量的百分之八十五。

### 美国计划生育联合会
1936年的一份包裹案中的法庭辩战使两个节育组织——ABCL和节育临床研究局（正式名称为CRB）——走到了一起，共同为成功的辩护做出努力。两组织的领袖们都认为这是融合两者的好时机，因此，1937年，美国节育委员会在桑格的领导下为巩固力量成立了。这次努力最终使两组织于1939年作为美国避孕联合会（BCFA）合并. 尽管桑格仍然作为组织主席，但她的力量已不同于运动早期。1942年，组织内部更为保守的势力将其更名为美国计划生育联合会。桑格因其过于优生主义而反对这个名字。第二次世界大战后，计划生育联合会的领导力量不再强调激进女权主义，转而集中于家庭计划和人口政策等温和许多的主题。

## 合法化及后话
第二次世界大战后，对于生育权的倡导进入了新纪元，开始集中于堕胎、公共基金和保险范围这些方面。
由于全世界的组织开始协作，节育倡议也开始转向全球层面。1946年，桑格协助成立了国际计划生育委员会，后演变为国际计划生育联合会并在不久后成为了世界最大的非政府国际家庭计划组织。1952年，约翰·戴维森·洛克菲勒三世成立了具影响力的人口委员会。对全球人口过量的恐惧成为了六十年代的主要问题之一，它带来了关于污染、食物短缺以及生活质量的忧虑，促成了世界各地拥有组织良好的节育运动。在七十年代早期，美国国会成立了人口增长及美国未来委员会（约翰·戴维森·洛克菲勒三世任主席），以提供有关人口增长及其社会性结果的建议。该委员会于1972年提交了最后的建议，其中包含了促进避孕药具及自由化堕胎管制。1994年的国际人口与发展会议和1995年的第四次世界妇女大会都提及了节育，并影响了断言女性有权掌控自己身体的人权宣言。
美国五十年代早期，慈善家凯瑟琳·麦考密克 资助生物学家格雷戈里·平卡斯研发避孕药，其成果于1960年得到美国食品药品监督管理局（FDA）批准。避孕药大受欢迎，并对社会与文化造成了重要影响。它使女性的大学出席率及毕业率直线上升。新型宫内节育器与六十年代被推广，增加了长时间起效的可逆避孕手段的人气。
1965年，美国最高法院于格里斯沃尔德诉康乃狄克州案中判定政府禁止已婚夫妻使用避孕药具是违宪的。
1970年，国会最终移除了对联邦反淫秽法的援引；1973年，罗诉韦德案中的判决使堕胎于妊娠第一阶段合法化。

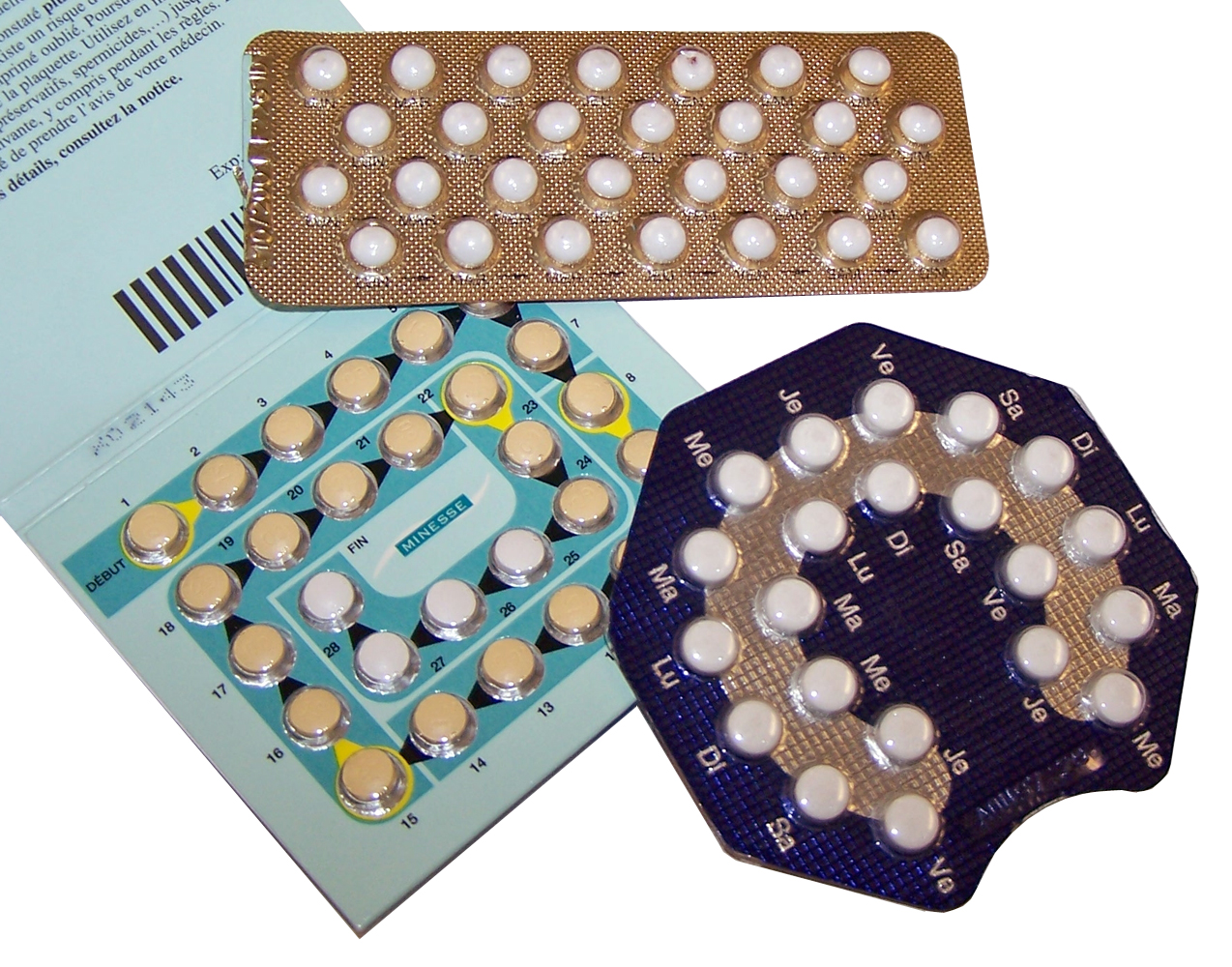
避孕药

同是1970年，为使低收入及无保险人群接触到家庭计划与预防性卫生服务，公共卫生服务法标题十作为贫困战的一部分被实行。Without publicly funded family planning services, according to the 据葛特马赫研究所称，如果没有公开资助的的家庭计划服务，美国非预期怀孕及堕胎的数据会高出近二分之三；贫困妇女间的非预期怀孕数据会将近翻倍。据美国卫生及公共服务部称，公开资助的家庭计划中每一美元的投入，都为联邦医疗补助节约了近4美元。
1982年，欧洲药品生产商研发了美服培酮，最初被作为避孕药物使用，但现在更常与，前列腺素一起用于妊娠前四月的引产堕胎。为避免反堕胎组织组织的顾客联合抵制，该厂商将美国的生产权交给了由堕胎权倡导者组建的公司，丹可实验室。其唯一目标即在美国境内散发美服培酮，并不受抵制影响。
1997年，FDA批准了开具紧急避孕药物（通称事后药）的处方，该药物于2006六年成为了非处方药。2010年，恩惜膜作为更为有效的紧急避孕药被批准于不安全性行为后的五天内使用。五至六成的堕胎患者都本可以使用紧急避孕药。包括左炔诺孕酮与一号艾拉在内的紧急避孕药已被证明是生育权斗争的另一战场。紧急避孕药的反对者们将其视为另一种形式的堕胎，因为它可能影响已受精的胚胎于子宫着床；支持者们则认为，尚未着床意味着妊娠并没有开始，所以不能算作堕胎。
2000年，公平就业机会委员会规定公司在向职员提供处方药保险时将避孕药具排除在外是违反1964年民权法案的。
奥巴马总统于2010年3月23日签署了患者保护与平价医疗法案（ACA）。2011年8月1日，女性避孕药具被列为无需患者一同支付的、被ACA涵盖的预防性服务。联邦令于2012年8月1日起对全国范围内的一切新健康保险生效。旧保险除非进行很大程度上的改变，并不需要遵循这则新规。群体保险计划或个人保险计划需要在奥巴马签署该法案前就已存在/被售卖才可以被归为“旧保险”，否则必须遵循新规。葛特马赫研究所指出，在联邦令实施前，二十八个州就已拥有自己对于保险必须覆盖避孕药具的强制令，但联邦令的革新在于禁止保险公司就费用的一部分向患者收取费用。
巴维尔诉霍比·洛比案（2014）中，美国最高法院允许私人拥有的盈利法人团体在拥有更宽松的方式去实现法律价值时，豁免于违背所有者信仰的法律的判决是标志性的。这是法院第一次认可盈利企业宣称的宗教信仰， 但仅限于私企。该判决基于对宗教自由恢复法（RFRA）的理解，且并未提及这些企业是否受宪法第一修正案中宗教自由行驶条款的保护。对于这些公司，法院多数派以五比四的投票结果直接取消了平价医疗法案（ACA）中的避孕令。法院称该令并非保证避孕方面医疗的最宽松方式，并称更宽松的选项正提供与宗教性的非营利组织，直至三天后法院推行禁令，有效结尾中写道，所在私企不愿提供生育控制产品的女性职工会拥有由政府资助的备选项。
祖比克诉伯韦尔是一起关于教堂以外的宗教团体是否可以豁免避孕令的美国最高法院案件。（教堂已被豁免于此令）2016年五月16日，最高法院发表了有关祖比克诉伯韦尔案的法庭全体通过判定，空出巡回上诉法院的决定并将此案分别至美国第三、第五、第十及华盛顿巡回上诉法院“押保后审”，借以通过 ”由各方互补的说法来断言立场“重新考虑此案。由于请愿者们同意“他们的宗教实施并未被违背，而他们要做的不过是签订一份不包含部分或任何避孕药具的计划而已”，法院认为他们应该得到澄清并完善这种实施方式的机会，并“解决一切亟待解决的问题”。最高法院表示“在这些案件上看不到任何益处”。在一致观点中，索托马越尔法官及金斯伯格法官提到，在先前的案件中“部分下属法院无视了这些指示”并警示下属法院不要在最高法院对此案的决议中捕风捉影。
2017年，特朗普政府发布了一项新规，使保险商和雇主在与他们的“宗教信仰”及“道德理念”相左时有权拒绝提供避孕药具。 但同年不久后，联邦法官温迪·比尔斯通颁布了一项禁令，暂停实施特朗普政府的新规。

## 摘要
1. ↑  Engelman, pp. 3–4.
2. ↑  Engelman, p. 5. Fertility rate dropped from 7 to 31⁄2 children per couple.
3. ↑  Engelman, p. 11.
4. ↑  Tone, pp. 73–75.
Engelman, pp. 11–12.
5. ↑  Engelman, pp. 5–6. Rarely in public: Engelman cites Brodie, Janet, Contraception and Abortion in 19th Century America, Cornell University Press, 1987.
6. ↑  Engelman, p. 6. Cullen DuPont, Kathryn (2000), "Contraception" in Encyclopedia of women's history in America, Infobase Publishing, p. 53 (first book in America). Year of publication is variously stated as 1830 or 1831.
7. ↑  Engelman, p. 6.
8. ↑  Engelman, pp. 6–7.
9. ↑  Riddle, John M. (1999), Eve's Herbs: A History of Contraception and Abortion in the West, Harvard University Press, pp. 226–7.
10. ↑  Engelman, p. 7.
11. ↑  Engelman, pp. 7–8.
12. ↑  "Contraception", in Women's studies encyclopedia, Volume 1, Helen Tierney (Ed.), Greenwood Publishing Group, 1999, p. 301.
13. ↑  Engelman, pp. 9, 47.
14. ↑  Ahluwalia, Sanjam (2008), Reproductive Restraints: Birth Control in India, 1877–1947, University of Illinois Press, p. 54.
15. ↑  Tone, p. 17. Engelman, pp. 13–14.
16. ↑  Engelman, p. 15.
17. ↑  Engelman, pp. 15–16.
18. ↑  Engelman, p. 20.
19. ↑  Engelman, p. 20.
20. ↑  Engelman, pp. 18–19.
21. ↑  Engelman, pp. 23–27. Kersch, Kenneth Ira, Freedom of Speech: Rights and Liberties under the Law, ABC-CLIO, 2003, pp. 109–110.
22. ↑  Engelman, pp. 23–25.
23. ↑  Engelman, pp. 25–26.
24. ↑  Baker, pp. 50–51 (Goldman circle).
Engelman, pp. 29–30 (Goldman circle)
Cox, p. 4 (pregnancies).
Buchanan, p. 121 (tuberculosis and cancer). Chelsler, p. 41 (age 50).
25. ↑  Baker, pp. 49–51. Kennedy, pp. 16–18.
26. ↑  Patient was Sadie Sachs. The selected papers of Margaret Sanger, Volume 1, p. 185. The source of Sanger's quote is identified as: "Birth Control", Library of Congress collection of Sanger's papers: microfilm: reel 129: frame 12, April 1916.
27. ↑  Engelman, p. 34.
Cronin, Mary (1996), "The Woman Rebel", in Women's periodicals in the United States: social and political issues, Endres, Kathleen L. (Ed.), Greenwood Press, p. 448.
Cronin cites Sanger, An Autobiography, pp. 95–96.
Cronin cites Kennedy, p. 19, who points out that some materials on birth control were available in 1913.
28. ↑  Tone, pp. 79–80.
29. ↑  McCann (2010), pp. 750–751.
30. ↑  Kennedy, pp. 1, 22. The slogan "No Gods, No Masters" originated in a flyer distributed by the Industrial Workers of the World in the 1912 Lawrence Textile Strike.
31. ↑  Engelman, Peter C. (2004), "Margaret Sanger", article in Encyclopedia of Leadership, Volume 4, George R. Goethals, et al. (Eds.), SAGE, p. 1382. 
Engelman cites facsimile edited by Alex Baskin, Woman Rebel, New York: Archives of Social History, 1976. Facsimile of original.
Engelman, pp. 43–44: At the same time, Sanger published Family Limitation, a 16-page pamphlet summarizing contraceptive techniques.
32. ↑  Sanger, The selected papers of Margaret Sanger, Volume 1, p. 70.。
Engelman, p. 23.
Kennedy, p. 101.
33. ↑  Engelman, p. 43.
34. ↑  Baker, p. 89.
35. ↑  Chesler, p. 127.
36. ↑  Engelman, p. 49.
37. ↑  Engelman, pp. 54–55.
38. ↑  Engelman, pp. 49–50.
39. ↑  Engelman, p. 51. Organizations had existed in Europe, notably England and Netherlands, since the 1870s.
40. ↑  Engelman, p. 52.
41. ↑  Engelman, pp. 57–58.

Kennedy, p. 77.
42. ↑  Kersten, Andrew (2011), Clarence Darrow: American Iconoclast, Macmillan, p. 170.

Sanger, Autobiography, pp. 183–189.

Engelman, p. 61–62: Sanger also gained sympathy from the public when her five-year-old daughter died immediately before the trial.
43. ↑  Engelman, p. 64.
44. ↑  Engelman, p. 72.
45. ↑  Engelman, pp. 73, 76.
46. ↑  Engelman, pp. 75–77.
47. ↑  Engelman, p. 79.
48. ↑  Chesler, p. 150.

Engelman, p. 79–80.
49. ↑  Chesler p. 151.

Engelman, p. 83.
50. ↑  Engelman, p. 86.
51. ↑  Engelman, pp. 87–89.
52. ↑  Engelman, p. 89.
53. ↑  Cox, p. 65.

Engelman, p. 91.
54. ↑  . The Model Editions Partnership.   [November 1, 2017]. （原始内容存档于2017-12-01）.
55. ↑  Engelman, p. 84.
56. ↑  Engelman, pp. 84–85.
57. ↑  Caption at the bottom of this 1919 issue reads: "Must She Always Plead in Vain? 'You are a nurse – can you tell me? For the children's sake – help me!'"
58. ↑  McCann (2010), p. 751.

Engelman, p. 92.
59. ↑  Chesler, pp. 127, 131, 148, 152, 166, 392.

Kennedy pp. 84, 181.

Engelman, pp. 92–93. In her memoirs, Sanger often understated or entirely omitted the contributions of fellow activists.
60. ↑  Engelman, pp. 92–93. In her memoirs, Sanger often understated or entirely omitted the contributions of fellow activists.
61. ↑  Engelman, pp. 92–93.
62. ↑  Engelman, p. 92.
63. ↑  Engelman, pp. 94–96 ("phenomenal media hype"). 
Sanger's movie was banned as "indecent" in New York. Other movies included Miracle of Life, The Black Stork, The Unborn, Where are my Children and The Hand That Rocks the Cradle (1917 film).
64. ↑  Engelman, p. 96.
65. ↑  Engelman, pp. 97, quoting Billy Sunday.
66. ↑  McCann (1994), pp. 99–101.
Engelman, pp. 97–98.
67. ↑  Engelman, p. 99.
68. ↑  Engelman, pp. 99–101.
69. ↑  Engelman, pp. 101–103.
70. ↑  Engelman, p. 103.
71. ↑  Engelman, pp. 107–109.

Tone, pp. 91–115 contains a history of contraception in the U.S. military in World War I. Navy secretary Josephus Daniels led the efforts to enforce abstinence.
72. ↑  Engelman, pp. 107–109.
73. ↑  Engelman, p. 109.
74. ↑  Engelman pp. 109–110, quoting Tone pp. 102–109.
75. ↑  . jwa.org.   [2017-11-30]. （原始内容存档于2011-12-05） （英语）.
76. ↑  Engelman, pp. 115–116. Sanger, jealous of her leadership role, excluded Dennett from meetings and other activities that would benefit Dennett.
77. ↑  "Birth control: What it is, How it works, What it will do", The Proceedings of the First American Birth Control Conference, November 1921, pp. 207–208.
Sanger, Margaret (Ed.), The Birth Control Review, V (12):18, (December 1921).
78. ↑  Engelman, p. 120–122.
79. ↑  Engelman, pp. 125–126.
80. ↑  Engelman, p. 129.
81. ↑  Freedman, Estelle B. (2007), The Essential Feminist Reader, Random House Digital, Inc., p. 211.
Engelman, pp. 129–130.
The ABCL was established in December 1921, and held its first meeting in January 1922.
82. ↑  Engelman, p. 137.
83. ↑  Engelman, p. 138.
84. ↑  Engelman, p. 138. The CRB, from its inception, collected detailed data on the effectiveness of various contraceptive methods, and published the results in many reports and journals.
85. ↑  Engelman, p. 139.
86. ↑  McCann (1994), pp. 168–173.

. Margaret Sanger Papers Project Newsletter (Margaret Sanger Papers Project). 14 November 2002, (28)  [25 January 2009]. （原始内容存档于2013-09-18）.

Allegations of racism can be found in Franks, Angela (2005), Margaret Sanger's Eugenic Legacy: The Control of Female Fertility, McFarland; and in Davis, Angela (1981), Women, Race and Class.
87. ↑  Commission on Population Growth and the American Future. . 1972.
88. ↑  . Time. April 7, 1967  [2010-03-20]. （原始内容存档于February 19, 2005）.
Goldin, Claudia & Lawrence Katz. . Journal of Political Economy. 2002, 110 (4): 730–770. CiteSeerX 10.1.1.473.6514 . S2CID 221286686. doi:10.1086/340778.
89. ↑  Lynch, Catherine M. . Contraception Online. Baylor College of Medicine.   [2006-07-09]. （原始内容存档于2006-01-27）.
90. ↑  Office of Population Affairs Clearinghouse. "Fact Sheet: Title X Family Planning Program." 的存檔，存档日期April 5, 2012，. January 2008.
91. ↑  . Guttmacher Institute. August 2011  [2 March 2012]. （原始内容存档于2008-09-26）.
92. ↑  . Healthy People 2020. U.S. Department of Health and Human Services.   [5 March 2012]. （原始内容存档于2010-12-28）. The DHHS cites:

Gold RB, Sonfield A, Richards C, et al., Next steps for America's family planning program: Leveraging the potential of Medicaid and Title X in an evolving health care system, Guttmacher Institute, 2009; and

Frost J, Finer L, Tapales A., "The impact of publicly funded family planning clinic services on unintended pregnancies and government cost savings", J Health Care Poor Underserved, 2008 Aug, 19(3):778-96.
93. ↑  The drug is also known as RU-486 or Mifeprex.

 Mifepristone is still used for contraception in Russia and China.

Ebadi, Manuchair, "Mifepristone" in Desk reference of clinical pharmacology, CRC Press, 2007, p. 443, ISBN 978-1-4200-4743-1.

Baulieu, Étienne-Émile; Rosenblum, Mort. . Simon & Schuster. 1991. ISBN 0-671-73816-X.

Mifeprex prescribing information (label) （页面存档备份，存于）. Retrieved 24 January 2012.

Mifeprex (mifepristone) Information （页面存档备份，存于）. Retrieved 24 January 2012.

FDA approval letter to Population Council （页面存档备份，存于）. 28 September 2000. Retrieved 24 January 2012.
94. ↑  Kolata, Gina. . The New York Times. September 29, 2000: A1  [2021-03-05]. （原始内容存档于2017-08-04）. Retrieved 15 November 2011.
95. ↑  The FDA approved the Yuzpe regimen in 1997.

Levonorgestrel (Plan B) was approved, by prescription, in 1999.

Ebadi, Manuchair, "Levonorgestrel", in Desk Reference of Clinical Pharmacology, CRC Press, 2007, p. 338, ISBN 978-1-4200-4743-1.

Updated FDA Action on Plan B (levonorgestrel) Tablets 的存檔，存档日期2012-06-30. (press release). 22 April 2009. Retrieved 24 January 2012.

FDA Approves Over-the-Counter Access for Plan B for Women 18 and Older （页面存档备份，存于） (press release). 24 August 2006. Retrieved 24 January 2012.

The phrase "morning-after pill" is a misnomer, because it can be taken several days after unprotected sexual intercourse to have an effect to reduce the rates of an unplanned pregnancy.
96. ↑  Speroff, Leon (2010), A Clinical Guide for Contraception, Lippincott Williams & Wilkins, ISBN 978-1-60831-610-6, pp. 153–155.
97. ↑  McBride, Dorothy (2008), Abortion in the United States: a Reference Handbook, ABC-CLIO, ISBN 978-1-59884-098-8, pp. 67–68.
98. ↑  . The U.S. Equal Employment Opportunity Commission. 2000-12-14  [2014-01-25]. （原始内容存档于2017-12-07）.
99. ↑   (PDF). 2011-11-01  [2014-01-25]. （原始内容 (PDF)存档于2012-08-13）. "The official start date is August 1, 2012, but since most plan changes take effect at the beginning of a new plan year, the requirements will be in effect for most plans on January 1, 2013. School health plans, which often begin their health plan years around the beginning of the school year, will see the benefits of the August 1st start date."
100. ↑  . 2013-05-04  [2014-01-25]. （原始内容存档于2013-07-31）.
101. ↑   (PDF). 2011-11-01  [2014-01-25]. （原始内容 (PDF)存档于2012-08-13）. "These changes include cutting benefits significantly; increasing co-insurance, co-payments, or deductibles or out-of-pocket limits by certain amounts; decreasing premium contributions by more than 5%; or adding or lowering annual limits."
102. ↑   (PDF). 2011-11-01  [2014-01-25]. （原始内容 (PDF)存档于2012-08-13）. "Non-grandfathered plans are group health plans created after the health care reform law was signed by the President or individual health plans purchased after that date."
103. ↑  Sonfield, Adam.  (PDF). Guttmacher Policy Review. 2013, 16 (4)  [2014-01-25]. （原始内容存档 (PDF)于2014-02-01）.
104. ↑  Willis, David. . BBC News. June 30, 2014  [June 30, 2014]. （原始内容存档于2014-06-30）.
105. ↑  O'Donoghue, Amy Joi. . Deseret News. Jul 5, 2014  [Jul 30, 2014]. （原始内容存档于2014-08-12）.
106. ↑  >Haberkorn, Jennifer; Gerstein, Josh. . Politico. Jun 30, 2014  [Jun 30, 2014]. （原始内容存档于2014-07-01）.
107. ↑  LoGiurato, Brett. . Business Insider. July 3, 2014  [2021-03-05]. （原始内容存档于2021-05-11）.
108. ↑  Liptak, Adam. . The New York Times. March 23, 2016  [2021-03-05]. （原始内容存档于2020-11-08）.
109. ↑  . 6 October 2017  [2021-03-05]. （原始内容存档于2021-04-24）.
110. ↑  . Associated Press.   [2021-03-05]. （原始内容存档于2017-12-15）.